# رمي المطرقة
تشبه رياضة رمي القرص من حيث الحركة، وفيها أيضا يدور اللاعب عدة مرات حول نفسه، محاولا إكساب المطرقة أكبر قدر ممكن من القوة الدافعة، وتتكون المطرقة من الرأس، وهي كرة معدنية من الحديد أو النحاس وتزن 7. 257 كجم ومن الكابل وهو سلك من الصلب طوله 1.18 متر وأخيرا من المقبض وهو مصنوع من المعدن الصلب.